# Tabanus subflavicornis
Tabanus subflavicornis är en tvåvingeart som beskrevs av Philip 1970. Tabanus subflavicornis ingår i släktet Tabanus och familjen bromsar. Inga underarter finns listade i Catalogue of Life.